# 劉鳳屏
劉鳳屏（英語：Pancy Lau Fung-ping，1948年—），香港女歌手，1960年代至1980年代國語及粵語流行曲女歌手，有「嬌嬌女歌后」之稱。劉鳳屏曾為無綫電視女藝員，是該台綜藝節目《歡樂今宵》演唱的首批歌手之一，代表歌曲包含《問問你》、《快回頭望一望》等 。劉鳳屏曾於1970年至1979年間，八度獲得《華僑晚報》十大歌星金駱駝獎。劉鳳屏現居於加拿大溫哥華。

## 生平
劉鳳屏父親是粵曲音樂家劉伯樂（藝名：天涯），家中有七兄弟姊妹。她自小得其父親的栽培及薰陶下，從小學習粵曲，十三歲入行唱粵劇，能擅運用「女」腔、「妹」腔和「芬」腔唱戲，亦演過神功戲。正式踏入歌壇前也在商台、港台，麗的及各大僑團音樂組參加過不少歌唱節目。而她初踏入歌壇之際師從來自上海的歌唱老師呂晶晶學習歌唱技巧。
劉鳳屏於1965年參加星島日報舉辦的「第六屆全港歌唱比賽」，並憑藉演唱李香蘭的《三年》獲得國語組冠軍。此後，她在父親的安排下成為金冠夜總會的駐場歌手。劉鳳屏於1960年代至1980年代曾常駐香港各大夜總會及歌廳登台演唱，擅長唱國語和粵語時代曲及東方小調，亦演唱過歐西流行曲及日本歌曲。她在1970年代初期已成為香港其中一位薪酬最高、收入最多的本地歌手。她也曾到中國大陸、台灣、東南亞、澳洲、美加及歐洲等世界各地參加演唱。
1968年，劉鳳屏加盟無綫電視，於《歡樂今宵》節目內演唱，與潘迪華、蓓蕾、鍾玲玲、森森及奚秀蘭等屬於在該節目演唱的首批歌手之一，同年亦推出了她的第一張國語唱片《My Heart Is Beating 我的心蹦蹦跳》，翌年推出的第二張國語唱片《快回頭望一望》更賣出六萬張，以六十年代末的香港本地市場來說，銷量相當可觀，使她晉身香港本地暢銷歌手行列。其後於1974年末劉鳳屏有感於無線對續約問題不太關注，她決定與無線完約後不續約，於1975年加盟麗的電視，除了參與節目演唱及主唱劇集主題曲以外，還擔任司儀、參與短劇及歌劇演出。她於1976年重返無綫電視，再度於《歡樂今宵》節目內演唱，直至1980年代初。
她於1980年代曾加盟亞洲電視，參與拍攝特輯及演唱劇集主題曲等。
劉鳳屏於1988年與丈夫鄺忠源結婚，已移居加拿大多年，但仍不時返回香港參加活動及聚會。她還與丈夫鄺忠源經常出席各類活動，並與好友如梅小青保持良好的關係。
劉鳳屏從2001年起成為歌唱老師，於加拿大開班授徒，學生有鍾嘉欣及諸葛紫岐等。

## 作品

### 錄音室專輯
| #  | 專輯名稱                         | 專輯類型      | 發行公司 | 發行日期 | 曲目 |
| -- | -------------------------------- | ------------- | -------- | -------- | --- |
| 1  | My Heart Is Beating 我的心蹦蹦跳 | 國語唱片      | 風行唱片 | 1968年   | 曲目 第一面 1. 我的心,蹦蹦跳 2. 紅睡蓮 3. 你不妨等一等 4. 阿里郎 5. 採檳榔 6. 月光小夜曲 第二面 1. 多拉茜 2. 負心的人 3. 隨風飛去 4. 天涯歌女 5. 月圓花好 6. 永遠的微笑 |
| 2  | 快回頭望一望                     | 國語唱片      | 風行唱片 | 1969年   | 曲目 第一面 1. 快回頭望一望 2. 山前山後百花開 3. 水長流 4. 送君 5. 不如不嫁了 6. 我的心裡有個他 第二面 1. 姑娘的心意 2. 媽媽您在何方 3. 為甚麼 4. 寂靜的夜 5. 處處吻 6. 討厭的電話鈴                                                                                       |
| 3  | 劉鳳屏之歌                       | 國語新曲+精選 | 風行唱片 | 1970年   | 曲目 第一面 1. 莫負青春 2. 我還是永遠愛着你 3. 一吻定情 4. 淚的衣裳 5. 阿里郎 6. 媽媽您在何方 7. 多拉茜 第二面 1. 暗淡的月 2. 你幾時回家 3. 紅睡蓮 4. 磁性的迷惑 5. 送君 6. 負心的人 7. 天上人間                                                                           |
| 4  | 難忘負情的你                     | 國語唱片      | 風行唱片 | 1971年   | 曲目 第一面 1. 銀花飛 2. 拷紅 3. 難忘負情的你 4. 誰能替我傳心意 5. 幾時再回頭 6. 夢的祈禱 第二面 1. 月兒灣灣照九州 2. 往事只能回味 3. 讓我慢慢告訴你 4. 黃葉舞秋風 5. 戀愛的季節 6. 愛在虛無飄渺間                                                                         |
| 5  | 小河邊 阿夷娜                    | 國語唱片      | 麗風唱片 | 1971年   | 曲目 第一面 1. 小河邊 2. 戀愛的故事 3. 春天為什麼要遲到 4. 今夜香港沒有你 5. 今夜的雨 6. 傷心尋夢人 第二面 1. 阿夷娜 2. 天長地久水長流 3. 愛的渦流 4. 霧中花 5. 叮嚀 6. 雨中戀                                                                                             |
| 6  | 劉鳳屏之歌                       | 國語唱片      | 麗風唱片 | 1973年   | 曲目 第一面 1. 娜奴娃情歌 2. 要什麼我都送給你 3. 愛的世界 4. 默默深情 5. 我敬你一杯 6. 海棠姑娘 第二面 1. 月下送君 2. 留住歡笑 3. 為誰乾杯 4. 不要再提起 5. 小河邊 6. 山南山北走一回                                                                                       |
| 7  | 多情的海 何必再相戀              | 國語唱片      | 麗風唱片 | 1973年   | 曲目 第一面 1. 多情的海 2. 請你多保重 3. 小雨下不停 4. 我怎能離開你 5. 迷人的微笑 6. 跑馬山歌 7. 不是春雨沒有來 8. 要什麼我都送給你 第二面 1. 何必再相戀 2. 愛不是佔有 3. 情花 4. 多情的晚風 5. 快樂的歌手 6. 沒有別人只有你 7. 默默深情 8. 不要再提起                     |
| 8  | 怎了相思賬 明月訴情              | 粵語唱片      | 麗風唱片 | 1974年   | 曲目 第一面 1. 明月訴情 2. 別離三秋淚長流 3. 一串淚珠 4. 怎了相思賬 5. 春雨 6. 同心結 第二面 1. 花野不要採 2. 淚長流 3. 靈魂似蜜甜 4. 願花常好月常圓 5. 燭光淚影 6. 痴心人                                                                                                 |
| 9  | 我對他真心 分飛燕                | 粵語唱片      | 麗風唱片 | 1974年   | 曲目 第一面 1. 我對他真心 2. 細雨春夜 3. 請你拋棄我 4. 見他多一次 5. 荷花香 6. 往事依稀 第二面 1. 分飛燕 2. 火之戀 3. 刻骨相思 4. 丹山鳳 5. 海邊情 6. 聲聲難訴心裡恨 |
| 10 | 秋海棠 (與梁天、李香琴合輯)      | 粵語唱片      | 風行唱片 | 1974年   | 曲目 第一面 1. 我愛春的夢 2. 我愛俏冤家 3. 我的心太痴 4. 金絲雀 5. 把心刻上樹上 6. 嘆薄命（李香琴主唱） 第二面 1. 老夫子（梁天主唱） 2. 傻大哥（梁天主唱） 3. 棒打鴛鴦（梁天主唱） 4. 當家慘過担枷（梁天、李香琴主唱） 5. 金絲雀（梁天主唱） 6. 秋海棠（梁天主唱）         |
| 10 | 海棠花 紅燭淚                    | 粵語唱片      | 麗風唱片 | 1975年   | 曲目 第一面 1. 海棠花 2. 紅燭淚 3. 懷念知心友 4. 變幻情場 5. 雨夜花 6. 柳絲月影 第二面 1. 秋海棠（無線電視劇《秋海棠》主題曲） 2. 初戀 3. 恨悠悠 4. 秋風吹謝了春紅 5. 紅荳相思 6. 秋雨春風                                                                                 |
| 11 | 翩翩                             | 粵語唱片      | 基奧唱片 | 1975年   | 曲目 第一面 1. 翩翩（麗的電視劇《聊齋》主題曲） 2. 苦雨戀春風（麗的電視劇《苦雨戀春風》主題曲） 3. 我在高山上 4. 雙星情歌 5. 未嫁小姑娘 6. 情深緣淺 第二面 1. 青春樂（麗的電視劇《苦雨戀春風》插曲） 2. 紅燭淚 3. 懷春少女 4. 他朝相會時 5. 愛之火 6. 花間蝶 7. 哥你會不會 |
| 12 | 針葉樹                           | 粵語唱片      | 拔萃唱片 | 1977年   | 曲目 第一面 1. 痴戀 2. 愛歌 3. 惜花人 4. 狂潮 5. 相思扣 6. 愛的奉獻 第二面 1. 情燄 2. 針葉樹 3. 相識恨太遲 4. 願你 5. 情絲剪不斷 6. 日日夜夜歲歲年年 |
| 13 | 問問你                           | 粵語唱片      | 大華唱片 | 1979年   | 曲目 第一面 1. 問問你 2. 月亮下 3. 情意冷冰冰 4. 面對人生 5. 挽手同行 6. 風雨同路 第二面 1. 寂寞 2. 世事似浮雲 3. 不怕風雨打 4. 人生如世 5. 對我說心事 6. 明日話今天 |
| 14 | 田園風收好風光                   | 粵語唱片      | 大華唱片 | 1981年   | 曲目 第一面 1. 愁眉粥變開眉飯 2. 橫巷 3. 熱情奔放 4. 媽媽的歌 5. 給我找 6. 黃昏、冷月 第二面 1. 田園風收好風光 2. 說愛就愛 3. 將美麗留住 4. 不能逃避你的愛 5. 今天也在你身邊 6. 追尋 7. 抹乾淚眼                                                                           |
| 15 | 恭喜發財                         | 粵語唱片      | 風行唱片 | 1984年   | 曲目 第一面 1. 恭喜發財 2. 今年勝舊年 3. 接財神（合唱：向華） 4. 祝你好運 5. 家鄉之春 6. 唱隻新歌賀新年 第二面 1. 喜洋洋 2. 我願月常圓（合唱：向華） 3. 早春二月天 4. 思念 5. 兩心痴（合唱：向華） 6. 新年快樂                                                             |
| 16 | 蝴蝶血                           | 粵語唱片      | 風行唱片 | 1984年   | 曲目 第一面 1. 蝴蝶血（亞視電視劇《蝴蝶血》主題曲） 2. 這份愛（亞視電視劇《蝴蝶血》主題曲） 3. 如何留住你 4. 我了咗心願 5. 早春二月天 6. 倆心痴（合唱：向華） 第二面 1. 短短的溫馨 2. 請君記住我 3. 風雨賣歌人 4. 思念 5. 家鄉之春 6. 我願月常圓（合唱：向華）             |

### 電影
- 1974年 - 《太平山下》客串自己
- 1988年 - 《神探父子兵》客串酒吧舞客

## 節目演出
- 1968年至1974年，1976年至1981年：《歡樂今宵》（無綫電視）
- 1975年至1976年：《麗視滿香江》、《麗聲之夜》（麗的電視）[35]
- 2001年：《名曲滿天星》（無綫電視）（嘉賓）
- 2003年：《麗花皇宮2003》（舞台劇）（演出嘉賓）
- 2013年：《勁歌金曲》（無綫電視）（嘉賓）
- 2015年：《Sunday靚聲王》（無綫電視）（嘉賓）

## 演唱會
劉鳳屏分別在2004年3月於香港荃灣大會堂、元朗劇院、屯門大會堂等地舉辦四場《劉鳳屏演唱會》，4月再加開三場。
2007年4月28日於紅磡香港體育館舉行一場《劉鳳屏濃情相聚演唱會2007》。2011年2月25日參與於紅館舉行的《星光燦爛女人情懷2011》演唱會。2012年1月於香港文化中心舉行兩場《劉鳳屏金曲再回頭望一望2012演唱會》。2013年2月於香港文化中心舉行兩場《劉鳳屏金曲細水長流演唱會2013》。

## 獎項
劉鳳屏曾於1970、1971、1973－1976、1978、1979年度，八度獲得《華僑晚報》十大歌星金駱駝獎，與徐小鳳並列該獎項獲獎最多的兩位藝人。